# Otto Berg (chimiste)
Pour les articles homonymes, voir Otto Berg et Berg.
Otto Berg (23 novembre 1873, Berlin - 1939) est un chimiste allemand. Il est l'un des scientifiques à qui l'on attribue la découverte du rhénium, le dernier élément à avoir été découvert ayant un isotope stable.

## Travaux réalisées

### Rhénium
Travaillant en Allemagne en 1925, Walter Noddack, Ida Tacke, et Otto Berg ont rapporté qu'ils avaient détecté l'élément 75 dans du minerai de platine et dans de la columbite. Ils ont aussi trouvé du rhénium dans de la gadolinite et de la molybdénite.
En 1928, ils ont pu extraire un gramme de l'élément en traitant 660 kg de molybdénite.

### Technétium
La même équipe a également participé à la découverte de technétium.  Ils ont rapporté la découverte de l'élément 75 et de l'élément 43 en 1925 et ont nommé l'élément 43 « masurium » (de Masuren, la Mazurie, région de l'est de la Prusse – de nos jours en Pologne – d'où la famille de Walter Noddack était originaire). Le groupe a bombardé de la columbite avec un faisceau d'électrons et déduit la présence de l'élément 43 à l'aide de spectrogrammes et de la diffraction des rayons X. La longueur d'onde des rayons X produits est reliée au numéro atomique par une formule dérivée par Henry Moseley en 1913. L'équipe a prétendu détecter un faible signal de rayons X à une longueur d'onde produite par l'élément 43. Les expérimentateurs contemporains n'ont pas pu reproduire la découverte, et elle a été rejetée comme une erreur expérimentale pendant de nombreuses années,.
En 1998, John T. Armstrong du National Institute of Standards and Technology (NIST) a effectué des simulations informatiques des expériences de 1925 et a obtenu des résultats très semblables à ceux de Noddack, Tacke et Berg. Il a affirmé que cela était également étayé par les travaux publiés par David Curtis du Laboratoire national de Los Alamos mesurant la (minuscule) occurrence naturelle du technétium,. Les résultats expérimentaux des Noddack n'ont jamais été reproduits, et ils n'ont pu isoler aucun élément 43. La question de savoir si l'équipe de 1925 a découvert l'élément 43 n'est pas encore tranchée. La découverte de l'élément 43 a finalement été confirmée officiellement en 1937 à l'université de Palerme, en Sicile, à la suite d'une expérience dirigée par Carlo Perrier et Emilio Segrè.

## Famille
Otto Berg a épousé Julie Zuntz, avec qui il aura trois enfants, Richard, Eva et Wolfgang. Ce dernier aura notamment une carrière de physicien, spécialiste de la photographie scientifique (de).